# Empire (Nevada)
Empire é uma região censitária no condado de Washoe, estado do Nevada, nos Estados Unidos. Até 2010 fazia parte da região censitária de Gerlach-Empire. A população segundo o censo de 2010 tinha 217 habitantes.
Uma antiga cidade companhia da United States Gypsum Corporation, Empire chegou a albergar 750 pessoas. Faz parte da Reno–Sparks Metropolitan Statistical Area.
A vila mais próxima é Nixon, fica a cerca de 97 quilómetros a sul da reserva pertencente à Pyramid Lake Paiute Tribe.

## Geografia
De acordo com o United States Census Bureau, a região censitária de Empire tem uma área de 13,3 km2, toda ocupada por terra firme. Fica situada a uma altitude de 1.230 m.

## Economia
A economia de Empire depende do turismo de proximidade, no Deserto de Black Rock e caça. A atividade mineira (gipsita) era até 2011 a principal atividade. Empire foi até então uma vila mineira da empresa mineira United States Gypsum Corporation (USG). Todos os residentes de Empire trabalhavam para USG, e à empresa pertenciam as propriedades e os edifícios. A mina de gipsita foi a mina que trabalhou continuamente, sendo a mais longa a funcionar nos Estados Unidos, tendo funcionado entre 1923 e 2011. A maioria das minas encerrou durante a Segunda Guerra Mundial, todos os recursos eram desviados para a guerra. A gipsita foi considerada um recurso essencial e a mina nunca encerrou durante o período. A vila tinha uma igreja, uma piscina pública, um campo de golfe, uma estação de correio (com o zip 89405), e até um aeroporto, o Empire Airport para pequenos aviões. Havia também lojas de conveniência com uma estação de gasolina - a única em 80 quilómetros.
A fábrica de gipsita encerrou as portas em 31 de janeiro de 2011, eliminando 95 empregos, o seu encerramento deveu-se à recessão que se vive desde 2008 que levou a uma enorme queda da construção civil. Os residentes com filhos puderam continuar a residir nas casas pertencentes à companhia até 20 de junho de 2011, o fim do ano escolar. Depois dessa data, Empire tornou-se numa cidade fantasma. O código zip 89405 foi eliminado. Quatro empregado da empresa permanecem no local para a manutenção da propriedade.Desde 1991, que se realiza o Burning Man, um festival contracultura semanal, com 51,454 participantes (em 2010), tem lugar nas proximidades. Este festival dinamiza a economia local e um local com muitas atividades recreativas.

## História
A cidade foi fundada em 1923; naquele ano, mineiros formaram uma cidade de barracas enquanto a atividade mineira começou foi reivindicada pela  Pacific Portland Cement Company em 1910. A cidade pertencia à U.S. Gypsum desde 1948 e  teve uma população máxima de 750 habitantes nos inícios da década de 1960. A recessão económica que começou em 2008 forçou o encerramento da mina em 2011, a vila tornou-se incapaz de sobreviver. tornando-se em mais uma cidade fantasma no estado de Nevada.